# Gundakar Tomáš ze Starhembergu
Gundakar Tomáš hrabě ze Starhembergu (německy Gundaker Thomas Graf von Starhemberg; 14. prosince 1663 Vídeň – 6. června 1745 Praha) byl rakouský šlechtic a politik, v první polovině 18. století významný reformátor finanční politiky habsburské monarchie. V období 1698–1700 byl viceprezidentem dvorské komory (Hofkammer) a v letech 1703–1715 byl jejím prezidentem. V letech 1706 až 1745 byl prezidentem bankovní deputace (Präsident der Ministerialbancodeputation) a od roku 1712 členem tajné konference (Geheimen Konferenz), státním a konferenčním ministrem

## Životopis
Gundakar Tomáš Starhemberg se narodil rodičům Konrádu Baltazarovi ze Starhembergu a jeho druhé manželce Kateřině Františce z Cavriani. Byl mladším bratrem Ernsta Rüdigera ze Starhembergu, který se proslavil při obraně Vídně.
V roce 1682 se stal kanovníkem v Olomouci a na přání otce se připojil v roce 1684 ke kněžím v Collegiu Germanicu v Římě. Církevní dráhu však opustil, neboť se necítil být povolán a rozhodl se stát politikem. Přesídlil do Vídně a stal se dvorním komorním radou. V roce 1698 se stal viceprezidentem a v letech 1703 až 1715 prezidentem dvorské rady. Byl odpovědný za první rakouskou státní banku Wiener Stadtbank, která vznikla v roce 1705.
Působil také jako tajný a konferenční rada za císařů Josefa I. a Karla VI. Jeho úspěchy v oblasti státních financí byly oceněny udělením Řádu zlatého rouna.

## Rodina a potomci
Gundakar Tomáš ze Starhembergu byl dvakrát ženat. Jeho první manželkou byla hraběnka Beatrix Františka Daunová, s níž měl dva syny a čtyři dcery. Po předčasné smrti první manželky se oženil s vdovu po svém bratru Arnoštovi, Marii Josefu rozenou z Jörgeru. S druhou manželkou měl dva syny a čtyři dcery.

## Vlastnictví
- Palác Starhemberg na Dorotheergasse
- Hrad Štýrský Hradec
- Hrad Pottendorf
- Zámek Pottendorf
- Palác Schönburg-Hartenstein
- Hrad Reichenstein[4]
- Zámek Haus